# Waldo z Reichenau
Waldo z Reichenau OSB (ur. ok. 740, zm. 29/30 marca 814 lub 815 w Saint-Denis) – duchowny Kościoła rzymskokatolickiego, opat klasztoru St. Gallen (772–784), klasztoru Reichenau (786–806) i opactwa w Saint-Denis (od 806 roku do śmierci).

## Życiorys
Waldo pochodził najprawdopodobniej ze szlachty frankijskiej z otoczenia Karolingów. Był najprawdopodobniej spokrewniony z arcybiskupem Trewiru Hettim (przed 800–847) i opatem St. Gallen Grimaldem (ok. 800–872).
W 773 roku odnotowany po raz pierwszy jako diakon w St. Gallen, działał na rzecz klasztoru przez 9 lat, po czym został wybrany jego opatem. Po konflikcie z biskupem Konstancji Egino (ok. 760–811) o niezależność St. Gallen, przeniósł się w 784 roku jako prosty mnich do klasztoru Reichenau. W 786 roku został opatem w Reichenau. Był wychowawcą i doradcą syna Karola Wielkiego Pepina Longobardzkiego (773–810). W latach 791–801 administrował biskupstwem w Pawii, a w latach 800–802 biskupstwem w Bazylei. W 806 roku Karol Wielki powierzył mu prowadzenie opactwa benedyktyńskiego w Saint-Denis.
Waldo zmarł 29/30 marca 814 lub 815 roku w Saint-Denis.